# Гринвелл, Джек
Джон Ри́чард (Джек) Гри́нвелл (англ. John Richard "Jack" Greenwell; 2 января 1884 — 20 ноября 1942, Колумбия) — английский футболист и футбольный тренер.
Известен как один из первых тренеров в истории ФК «Барселона», успешно руководил другими испанскими командами, среди которых выделяются «Эспаньол» и «Валенсия». Привёл «Университарио» к победе в чемпионате Перу 1939 года и в том же году выиграл с национальной сборной чемпионат Южной Америки.

## Биография
Джек Гринвелл родился в городке Крук в графстве Дарем и там же начинал карьеру футболиста в любительской команде «Крук Таун». Однако в начале XX века уровень любительского футбола в Англии был всё ещё очень высоким. Так, любительский клуб «Коринтиан» в своих турне довольно легко переигрывал бразильские команды. Гринвелл в 1909 году выступил в составе клуба «Уэст-Окленд» в Трофее сэра Томаса Липтона (Sir Thomas Lipton Trophy), в котором приняли участие клубы из континентальной Европы (Германии, Италии, Швейцарии), и выиграл его.
В 1912 году Гринвелл перешёл в «Барселону». Тогда ещё не проводился единый чемпионат Испании — его роль выполнял Кубок Короля, а команды выступали в региональных чемпионатах. Гринвелл дважды выигрывал чемпионат Каталонии и, выступая на позиции винг-халфа (полузащитника, выступавшего ближе к краю поля, впоследствии эта позиция трансформировалась во флангового защитника), в 88 матчах за «сине-гранатовых» забил 10 голов. В 1917 году он стал тренировать «Барселону», став вторым тренером в истории этого клуба.
В качестве тренера он 5 раз выигрывал с «Барселоной» чемпионат Каталонии и дважды выигрывал Кубок Короля. В 1929 году Гринвелл уже в качестве тренера «Эспаньола» сделал «дубль», выиграв первенство Каталонии и Кубок Короля. Одним из лидеров той команды был Рикардо Самора, который работал с Гринвеллом ещё в «Барселоне» в 1919—1922 годах.
После года работы в «Мальорке», в 1931 году Гринвелл вернулся в «Барселону», с которой в шестой (для себя — в седьмой) раз выиграл чемпионат Каталонии. Затем он возглавил «Валенсию», выиграв с ней региональное первенство (es:Campeonato Regional de Valencia).
До 1936 года Гринвелл тренировал «Спортинг» из Хихона, но, спасаясь от Гражданской войны в Испании, уехал вместе со своей женой-испанкой в Турцию, где продолжил тренерскую деятельность. В 1939 году Гринвелл отправился в Перу, где сразу стал тренировать один из сильнейших клубов страны, «Университарио». Более того, Перуанская футбольная федерация назначила Джека главным тренером сборной на домашнем чемпионате Южной Америки. Гринвелл полностью оправдал надежды, привёв перуанцев к первому в истории титулу чемпионов Южной Америки. В том же году Гринвелл привёл «Университарио» к победе в чемпионате Перу.
Последним местом работы Гринвелла стал только что образованный клуб «Индепендьенте Санта-Фе». Он тренировал эту команду на протяжении полугода, но 20 ноября 1942 года скоропостижно скончался от сердечного приступа.

## Достижения

### В качестве игрока
- Чемпион Каталонии (2): 1912/13, 1915/16
- Победитель Трофея сэра Томаса Липтона: 1909
- Победитель Окружной лиги Крука: 1902

### В качестве тренера
- Чемпион Перу: 1939
- Кубок Короля (3): 1919/20, 1921/22, 1928/29
- Чемпион Каталонии (7): 1918/19, 1919/20, 1920/21, 1921/22, 1928/29, 1931/32
- Чемпион Валенсии: 1933/34
- Чемпион Южной Америки: 1939